# Tom Goodwin
Pour les articles homonymes, voir Goodwin.
Thomas Jones Goodwin (né le 27 juillet 1968 à Fresno, Californie, États-Unis) est un ancien joueur de la Ligue majeure de baseball qui a évolué au poste de voltigeur de centre de 1991 à 2004.
Instructeur de premier but des Mets de New York de 2012 à 2017, il rejoint ensuite les Red Sox de Boston avec qui il remporte la série mondiale 2018.